# Gare de Hayange
La gare de Hayange est une gare ferroviaire française de la ligne de Mohon à Thionville située sur le territoire de la commune de Hayange dans le département de Moselle, en région Grand Est.
C'est une gare de la Société nationale des chemins de fer français (SNCF), desservie par des trains TER Grand Est.

## Situation ferroviaire
Établie à 200 m d'altitude, la gare d'Hayange est située au point kilométrique 269,030 de la ligne de Mohon à Thionville entre les gares ouvertes d'Audun-le-Roman et de Thionville. 

## Fréquentation
De 2015 à 2024, selon les estimations de la SNCF, la fréquentation annuelle de la gare s'élève aux nombres indiqués dans le tableau ci-dessous.
| Année     | 2015   | 2016   | 2017  | 2018  | 2019  | 2020  | 2021  | 2022  | 2023  | 2024  |
| --------- | ------ | ------ | ----- | ----- | ----- | ----- | ----- | ----- | ----- | ----- |
| Voyageurs | 28 498 | 17 611 | 9 871 | 7 423 | 8 356 | 5 225 | 6 094 | 5 315 | 5 227 | 6 048 |

## Service des voyageurs

### Accueil
Gare SNCF, elle dispose d'un bâtiment voyageurs, avec guichet, ouvert du lundi au samedi et fermé les dimanches et jours fériés. Elle est équipée d'automates pour l'achat de titres de transport.

### Desserte
Hayange est desservie par les trains TER Grand Est, qui effectuent des missions entre les gares de Longwy, ou de Longuyon, et de Thionville.

### Intermodalité
Le stationnement des véhicules est possible à proximité. Elle est desservie par des autocars TER Grand Est (ligne de Thionville à Audun-le-Roman).

## Service des marchandises
Hayange est ouverte au service du fret